# Gimnazjum Winogradowa w Wilnie

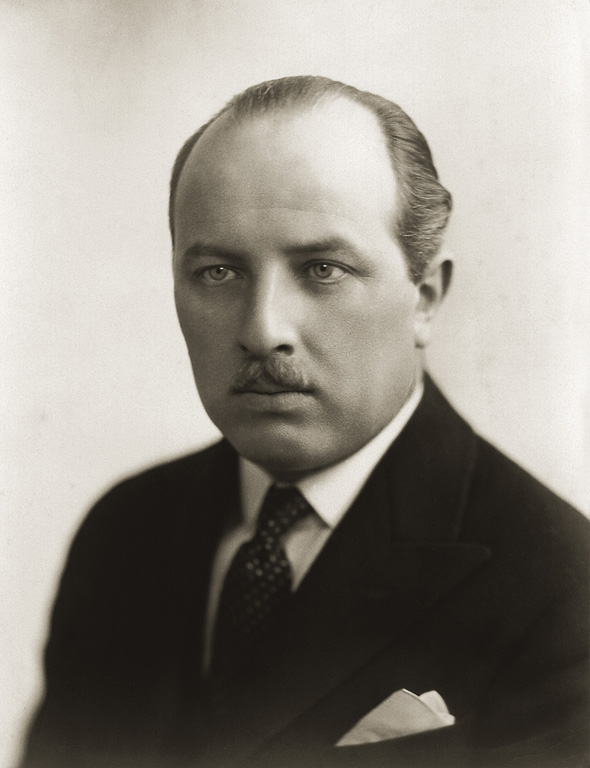
Kazys Bizauskas, jeden z absolwentów gimnazjum

Gimnazjum Winogradowa w Wilnie (ros. Гимназия Виноградова, lit. Vilniaus Vinogradovo gimnazija) – prywatne rosyjskojęzyczne gimnazjum istniejące w Wilnie przed I wojną światową. 
Kształciło głównie młodzież pochodzącą z zamożnych ziemiańskich rodów. Do jego absolwentów należą m.in. Józef i Stanisław Mackiewiczowie oraz sygnatariusz Aktu Niepodległości Litwy Kazimieras Bizauskas. Po wybuchu wojny rosyjsko-niemieckiej w 1914 roku szkoła została ewankuowana do Moskwy. 